# Albert von Bok

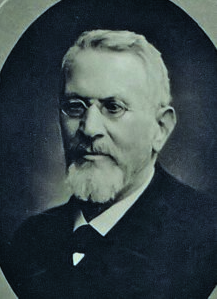
Albert von Bok

Albert von Bok (* 19. Juli 1825 in Eltershofen; † 17. Februar 1914 in Stuttgart) war ein deutscher Architekt und königlich württembergischer Baubeamter.

## Leben
Albert Bok wurde 1825 in Eltershofen geboren, wo sein Vater als Schullehrer arbeitete. Nachdem die Familie nach Bopfingen umgezogen war, besuchte er dort die Volks- und Lateinschule. Im Anschluss an einen kurzen Aufenthalt an der Realschule studierte er von 1839 bis 1845 an der Gewerbeschule in Stuttgart (ab 1840 „Polytechnische Schule“, Vorläufer der Universität Stuttgart).
Nach Abschluss seiner Studien trat Bok in den Staatsdienst ein und wurde 1850 Kanzleiassistent mit Pensionsberechtigung bei der Bauabteilung der Oberfinanzkammer. In den folgenden Jahren stieg er zum Bauinspektor im Bezirksbauamt Stuttgart (1853), Assessor in der Domänendirektion (1859), Baurat (1865), zum titulierten und wirklichen Oberbaurat (1878 bzw. 1885) und schließlich Baudirektor (1893) auf. 1900 ging er in den Ruhestand.
Neben seiner Tätigkeit als Architekt und Baubeamter lehrte Bok von 1850 bis 1859 an der Winterschule (für das Baugewerbe; ab 1865 „königliche Baugewerkeschule“) und an der Polytechnischen Schule.
Bok war langjähriges Mitglied und Ausschussmitglied im Württembergischen Verein für Baukunde. Er unternahm ausgedehnte Studienreisen im In- und Ausland (u. a. Frankreich, England, Schweiz, Holland, Belgien und Österreich).

## Bauten

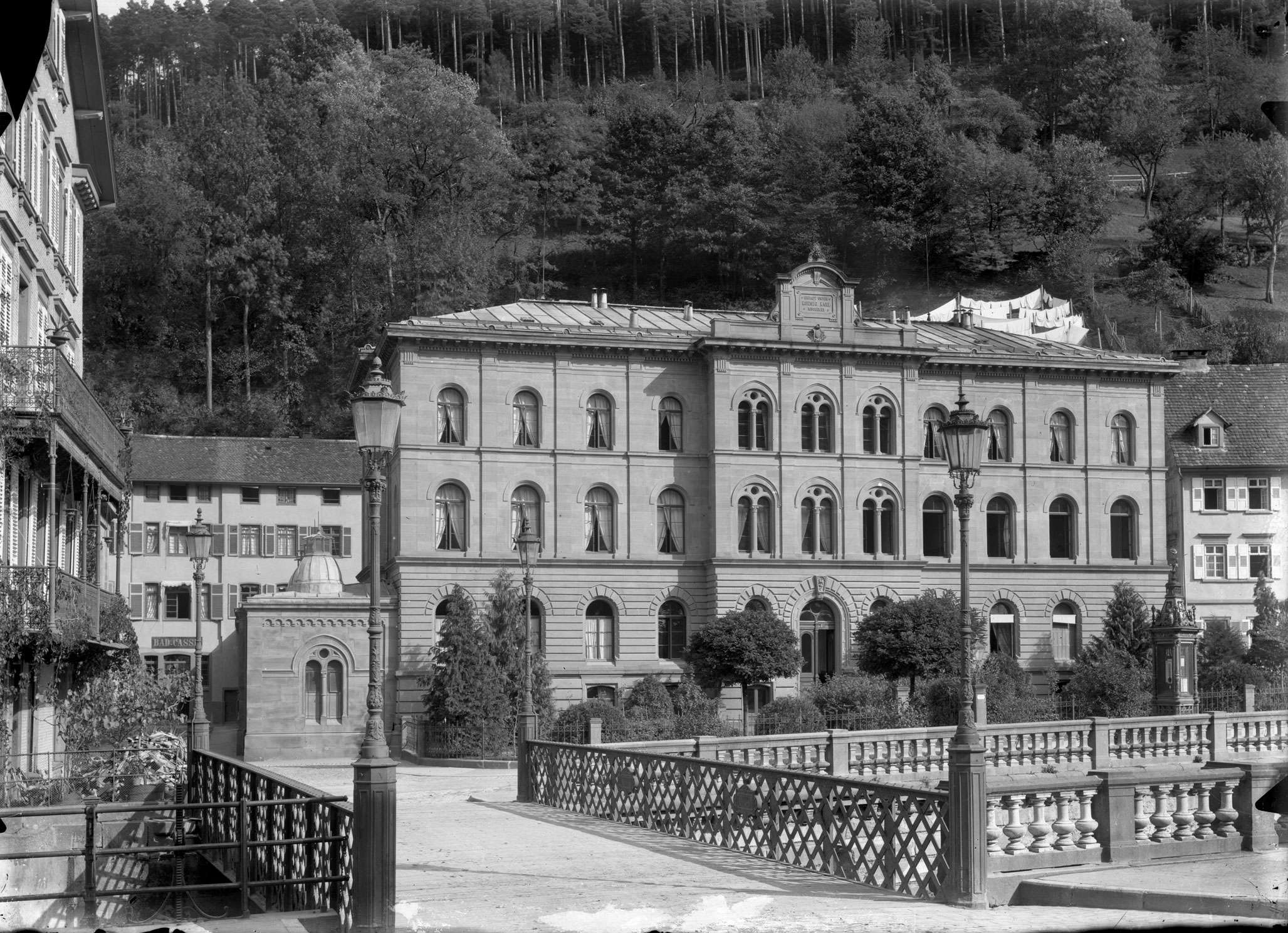
Neues Katharinenstift in Wildbad (um 1920)

Ab 1848 übernahm Bok erste selbstständig ausgeführte Aufträge für Bauten auf den königlichen Landesgestütshöfen Marbach, Guterstein, St. Johann und Offenhausen. Von 1850 bis 1860 realisierte er Privatbauten, sowohl im Auftrag als auch auf eigene Rechnung. Dabei entstanden einige Fabrikgebäude (u. a. Zuckerfabrik in Böblingen) und rund 35 Wohnhäuser. Zu seinen Stuttgarter Privatprojekten gehörten das Sontheimersche Haus in der Königstraße 29, die Gebäude Schloßstraße 12 und das eigene Wohnhaus in der Friedrichstraße 1, sowie der Umbau des Hauses der Museums-Gesellschaft in der Kanzleistraße.
Ab 1860 erhielt Bok Aufträge für die Ausführung großer Staatsbauten wie die Landeshebammenanstalt (1860–1862). Er erlangte besondere Fachkenntnisse auf dem Gebiet der Krankenhausbauten. Hierzu gehörten unter anderem das Diakonissenhaus bzw. Paulinenspital (1864) und das Ludwigs-Spital (1864 bzw. 1866–1868) in Stuttgart, das Krankenhaus in Ellwangen sowie die Psychiatrische Klinik der Universität Tübingen (1892), welche zu seinen Hauptwerken zählt. Er errichtete auch psychiatrische Landeskrankenhäuser in bereits bestehenden Klostergebäuden in Rottenmünster, Schussenried, Winnental, Weißenau und Zwiefalten.
In den 1870er Jahren entstanden nach Boks Plänen Kuranlagen in Wildbad: das neue Katharinenstift (1867–1970, Abriss 1968), die gusseiserne Trinkhalle (1878/1979, Abriss 1959) und ein Thermal-Wasserreservoir.
Er erweiterte von 1881 bis 1888 den ursprünglich dreiflügeligen Bau des Königlichen Museums der bildenden Künste in Stuttgart um zwei weitere Flügel im Osten des Gebäudes. Die beiden Anbauten wurden breiter als die älteren Flügel; um die Proportionen der Räume beizubehalten, ließ er den Boden des unteren Stockwerks etwa 80 cm tieferlegen.
Ab 1884 realisierte Bok das Hauptgebäude der Stuttgarter Kunstschule in der Urbanstraße (Einzug 1890, Bombardierung im Zweiten Weltkrieg, Abriss 1964).
1895 baute er das Diakonissen-Mutterhaus in der Rosenbergstraße.
Weiterhin baute Bok Amtsgerichtsgebäude (Backnang, Leutkirch, Saulgau), Gefängnisbauten (Ulm) und Turnhallen. Er war auch restauratorisch tätig, unter anderem am Schloss Solitude, Walderichs-Kapelle in Murrhardt und Stiftskirche Oberstenfeld.
Charakteristisch für Boks Bauten waren die Ausgewogenheit des Verhältnisses von äußerem Baukörper und Innenraum-Aufteilung sowie der Verzicht auf Luxus. Er interessierte sich für technische Neuerungen und setzte früh Zentralheizungsanlagen in seinen Gebäuden ein.

## Auszeichnungen
- 1870: Ritterkreuz 1. Klasse des Friedrichs-Ordens
- 1873: Ritterkreuz 2. Klasse des Kronordens
- 1880: Ritterkreuz 1. Klasse des Kronordens mit Personaladel
- 1900: Ehrenmitglied der Domänendirektion[1]